# 배지훈 (1972년)
배지훈(裵鋕燻, 1972년 4월 23일~)은 대한민국의 제7대 대구광역시 달서구의원이다. 경상남도 합천군 출생이다.

## 학력
- 대서중학교 졸업
- 심인고등학교 졸업
- 경북대학교 법과대학 법학부 졸업

## 경력
- 대구 도시재생연구소 상임이사
- (사)문화공동체새벗
- 새벗도서관 운영위원
- 대통령 직속 민주평화통일자문회의 자문위원
- 더불어민주당 대구시당 달서구 을 지역위원회 부위원장
- 노무현재단 대구 경북 지역위원회 운영위원
- 제19대 대통령 선거 대구시당 달서구 을 조직위원장
- 제19대 대통령 선거 선거대책위원회 청년실업대책 특별위원장
- 제19대 대통령 선거 문재인 후보 대구조직특보
- 2018.07~2022.06 제8대 대구광역시 달서구의회 의원
- 2018.07~2020.07 제8대 대구광역시 달서구의회 전반기 기획행정위원회 위원
- 2018.07~2020.07 제8대 대구광역시 달서구의회 전반기 경제도시위원회 위원
- 2018.07~2020.07 제8대 대구광역시 달서구의회 전반기 예산결산특별위원회 부위원장
- 2020.07~2022.06 제8대 대구광역시 달서구의회 후반기 운영위원회 위원
- 2020.07~2022.06 제8대 대구광역시 달서구의회 후반기 경제도시위원회 부위원장
- 2020.07~2022.06 제8대 대구광역시 달서구의회 후반기 예산결산특별위원회 위원

## 수상
- 더불어민주당 제19대 대통령 선거 승리 1급 표창

## 역대 선거 결과
|  | 17.89% |

|  | 29.54% |

|  | 21.20% |